# Ліфшиц Віктор Ісаакович
Віктор Ісаакович Ліфшиц (1924—2013, Харків, Україна) — радянський та український архітектор, Заслужений архітектор України, дійсний член Української академії архітектури, лауреат Державної премії України.

## Життєпис
Брав участь у Другій світовій війні.
У 1950 р. закінчив архітектурний факультет Харківського інженерно-будівельного інституту.
Працював у Харківському гірничо-індустріальному інституті.
З 1951 р. працював в Українському державному інституті з проектування вищих навчальних закладів «Укрдіпровуз», пройшов шлях від архітектора до директора і головного архітектора інституту.
Заслужений архітектор України, дійсний член Української академії архітектури, лауреат Державної премії України.
Похований 2 липня 2013 р. на 13-му міському кладовищі Харкова.

## Творчий доробок
Автор і керівник проектів будівель та комплексів вишів України, Росії, Болгарії.
Переможець міжнародних і регіональних архітектурних конкурсів.
Один з авторів теорії розвитку планувальних структур навчальних закладів.
Нагороджений орденами «За мужність», «За заслуги» і медаллю «Визволитель Харкова».